# Polly Bergen

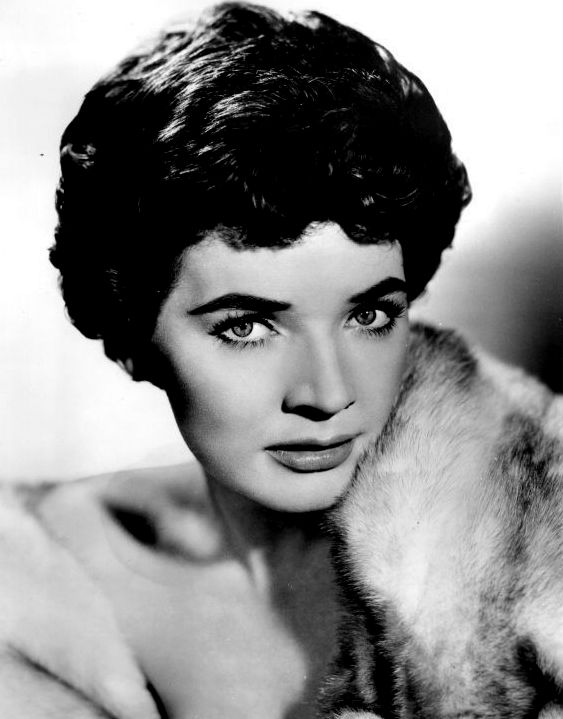
Bergen en To Tell the Truth (1960

Polly Bergen (14 de julio de 1930 – 20 de septiembre de 2014) fue una actriz, cantante, y presentadora de televisión de nacionalidad estadounidense.
Ganó un Premio Emmy en 1958 por su actuación como Helen Morgan en The Helen Morgan Story. Como actriz teatral fue nominada al Premio Tony a la mejor actriz de reparto en un musical por su actuación como Carlotta Campion en Follies en 2001. Su trabajo cinematográfico incluye el filme de 1962 Cape Fear y el de 1963 The Caretakers, por el cual fue nominado al Globo de Oro a la mejor actriz - Drama. Además, presentó durante una temporada un programa de variedades propio, The Polly Bergen Show, y escribió tres libros dedicados a la moda la belleza y el encanto. 

## Inicios
Su verdadero nombre era Nellie Paulina Burgin, y nació en Knoxville, Tennessee, siendo sus padres Lucy Lawhorn y William Hugh Burgin, un ingeniero de construcción. "Bill Bergen", como fue conocido más adelante su padre, tenía talento como cantante, y actuó junto a su hija en el programa presentado por ella, The Polly Bergen Show, que se emitió en la temporada televisiva de 1957-1958.

## Carrera

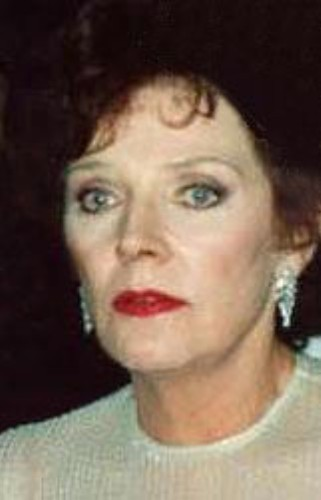
Bergen en los Premios Emmy de 1989

Bergen actuó en diferentes producciones cinematográficas, destacando de entre ellas Cape Fear (1962), que protagonizaban Gregory Peck y Robert Mitchum. También trabajó en tres películas de Dean Martin y Jerry Lewis a principios de los años 1950: At War with the Army, That's My Boy, y El cómico. Entre sus papeles posteriores se incluye el de Mrs. Vernon-Williams en Cry-Baby, un film de John Waters.
Bergen recibió un Premio Emmy por su actuación como la cantante Helen Morgan en el episodio The Helen Morgan Story, de la serie televisiva de antología Playhouse 90.
Contratada por Columbia Records, Bergen también disfrutó de una carrera discográfica de éxito. Además, en los años 1950 también fue conocida como "The Pepsi Cola Girl", por haber hecho una serie de comerciales de dicho producto.
Bergen fue, igualmente, una panelista regular del concurso de la CBS To Tell the Truth, durante su temporada original, e intervino en el programa de entrevistas de la NBC Here's Hollywood. En 1963 actuó junto a Doris Day y James Garner en la comedia Move Over, Darling. Como actriz televisiva, fue nominada al Premio Emmy por su papel de Rhoda Henry en dos miniseries de American Broadcasting Company, The Winds of War y su secuela, War and Remembrance.
En el año 2001 actuó en el circuito de Broadway en la reposición de la producción de Stephen Sondheim Follies, siendo nominada al Premio Tony a la mejor actriz de reparto en un musical.
En la serie televisiva de HBO Los Soprano, Bergen encarnó a Fran Felstein, y desde 2007 a 2011 tuvo un papel como artista invitada en Desperate Housewives, interpretando a Stella Wingfield, papel por el cual fue nominada al Premio Emmy.
También formó parte de manera ocasional del reparto de Commander in Chief (2006), como la madre de Mackenzie Allen, la presidenta de los Estados Unidos, que interpretaba Geena Davis. La misma Bergen actuó como Presidente en la película de 1964 Kisses for My President. Otra de sus últimas actuaciones llegó con el título de Hallmark Hall of Fame Candles on Bay Street (2006).
En 1965, Bergen creó una empresa de cosmética, Polly Bergen Company, trabajando además en líneas comerciales de joyería y zapatería.

## Vida personal
Bergen estuvo casada con el actor Jerome Courtland desde principios de los años 1950. En 1957 volvió a casarse, esta vez con el agente y productor de Hollywood Freddie Fields, con el cual ella tuvo dos hijos adoptados, Pamela Kerry Fields y Peter William Fields, y una hijastra, Kathy Fields. La pareja se divorció en 1975. Tras ese matrimonio, en los años 1980 estuvo casada con el empresario Jeffrey Endervelt. Con motivo de su boda con Fields, en 1957 Bergen se convirtió al Judaísmo.
Bergen era feminista, de pensamiento liberal y una políticamente activa demócrata. Además, apoyó públicamente temas como la Enmienda de Igualdad de Derechos, la educación de la mujer, y la planificación familiar.
Polly Bergen falleció por causas naturales el 20 de septiembre de 2014 en su casa en Southbury, Connecticut, rodeada de su familia y de sus amigos. Desde finales de los años 1990 le habían diagnosticado un enfisema, entre otras dolencias.

## Filmografía

### Cine
| Año  | Título                                                          | Papel                        | Observaciones                                           |
| ---- | --------------------------------------------------------------- | ---------------------------- | ------------------------------------------------------- |
| 1949 | Champion                                                        | Cantante                     | Sin créditos                                            |
| 1949 | Across the Rio Grande                                           | Cantante                     |                                                         |
| 1950 | The Men                                                         | Cantante                     | Sin créditos                                            |
| 1950 | At War with the Army                                            | Helen Palmer                 |                                                         |
| 1951 | That's My Boy                                                   | Betty 'Babs' Hunter          |                                                         |
| 1951 | Warpath                                                         | Molly Quade                  |                                                         |
| 1952 | El cómico                                                       | Mary Turner                  |                                                         |
| 1953 | Cry of the Hunted                                               | Janet Tunner                 |                                                         |
| 1953 | Fast Company                                                    | Carol Maldon                 |                                                         |
| 1953 | Arena                                                           | Ruth Danvers                 |                                                         |
| 1953 | Fort Bravo                                                      | Alice Owens                  |                                                         |
| 1954 | The Blue Angel                                                  | Como ella misma-Presentadora |                                                         |
| 1957 | Playhouse 90: The Helen Morgan Story (Temporada 1, Episodio 33) | Helen Morgan                 | Telefilm Emmy a la mejor actriz - Miniserie o telefilme |
| 1962 | Cape Fear                                                       | Peggy Bowden                 |                                                         |
| 1962 | Belle Sommers                                                   | Belle Sommers                | Telefilm                                                |
| 1963 | The Caretakers                                                  | Lorna Melford                | Nominada al Globo de Oro a la mejor actriz - Drama      |
| 1963 | Move Over, Darling                                              | Bianca Steele                |                                                         |
| 1964 | Kisses for My President                                         | Leslie Harrison McCloud      |                                                         |
| 1967 | A Guide for the Married Man                                     | Clara Brown                  |                                                         |
| 1974 | Death Cruise                                                    | Sylvia Carter                | Telefilm                                                |
| 1975 | Murder on Flight 502                                            | Mona Briarly                 | Telefilm                                                |
| 1977 | Harold Robbins' 79 Park Avenue                                  | Vera Keppler                 | Telefilm                                                |
| 1977 | Telethon                                                        | Dorothy Goodwin              | Telefilm                                                |
| 1978 | How to Pick Up Girls!                                           | Dana Greenberg               | Telefilm                                                |
| 1981 | The Million Dollar Face                                         | Jo Burns                     | Telefilm                                                |
| 1982 | Born Beautiful                                                  | Marion Carmody               | Telefilm                                                |
| 1984 | Velvet                                                          | Mrs. Vance                   |                                                         |
| 1987 | Making Mr. Right                                                | Estelle Stone                |                                                         |
| 1988 | Addicted to His Love                                            | Vivien Langford              | Telefilm                                                |
| 1988 | She Was Marked for Murder                                       | Laura Lee Webster            | Telefilm                                                |
| 1989 | Mother, Mother                                                  | Barbara Cutler               | Corto                                                   |
| 1989 | The Haunting of Sarah Hardy                                     | Emily Stepford               | Telefilm                                                |
| 1989 | My Brother's Wife                                               | Myra Gilbert                 | Telefilm                                                |
| 1990 | Cry-Baby                                                        | Mrs. Vernon-Williams         |                                                         |
| 1991 | Lightning Field                                                 | Carol                        | Telefilm                                                |
| 1992 | Lady Against the Odds                                           | Cleo Storrs                  | Telefilm                                                |
| 1993 | Arly Hanks                                                      | Ruby Bee                     | Telefilm                                                |
| 1995 | Dr. Jekyll and Ms. Hyde                                         | Mrs. Unterveldt              |                                                         |
| 1995 | The Surrogate                                                   | Sandy Gilman                 | Telefilm                                                |
| 1995 | Once Upon a Time... When We Were Colored                        | Miss Maybry                  |                                                         |
| 1996 | In the Blink of an Eye                                          | Murial                       | Telefilm                                                |
| 1996 | For Hope                                                        | Molly Altman                 | Telefilm                                                |
| 2005 | Paradise, Texas                                                 | Beverly Cameron              |                                                         |
| 2006 | A Very Serious Person                                           | Mrs. A                       |                                                         |
| 2006 | Candles on Bay Street                                           | Rosemary                     | Telefilm                                                |
| 2012 | Struck by lightning                                             | Abuela                       |                                                         |

### Televisión
| Año       | Título                    | Papel                        | Observaciones                                                                                              |
| --------- | ------------------------- | ---------------------------- | --- |
| 1954–1955 | The Pepsi-Cola Playhouse  | Como ella misma-Presentadora | Diversos episodios                                                                                         |
| 1957–1958 | The Polly Bergen Show     | Como ella misma              | 18 episodios                                                                                               |
| 1956–1961 | To Tell the Truth         | Como ella misma              | 165 episodios                                                                                              |
| 1961      | Alfred Hitchcock Presents | Crystal Coe                  | Episodio "You Can't Trust a Man"                                                                           |
| 1962      | What's My Line?           | Como ella misma              | Episodio del 28 de enero de 1962                                                                           |
| 1982      | The Love Boat             | Dana Pierce                  | 3 episodios                                                                                                |
| 1983      | The Winds of War          | Rhoda Henry                  | 6 episodios Nominated—Emmy a la mejor actriz de reparto - Miniserie o telefilme                            |
| 1984      | La isla de la fantasía    | Esther Brandell              | Episodio: "Lady of the House/Mrs. Brandell's Favorites"                                                    |
| 1985      | Hotel                     | Elizabeth Hastings           | Episodio "Images"                                                                                          |
| 1985      | Murder, She Wrote         | Dr. Jocelyn Laird            | Episodio "School for Scandal"                                                                              |
| 1988–1989 | War and Remembrance       | Rhoda Henry                  | 6 episodios Nominada al Emmy a la mejor actriz de reparto - Miniserie o telefilme                          |
| 1988      | My Two Dads               | Evelyn Taylor                | Episodio "Joey's Mother-in-Law"                                                                            |
| 1989      | Jake and the Fatman       | Emma Julian                  | Episodio "By Myself"                                                                                       |
| 1990      | Steel Magnolias           | Clairee Belcher              | |
| 1991–1992 | Baby Talk                 | Doris Campbell               | 23 episodios                                                                                               |
| 1998      | Touched by an Angel       | Stella                       | Episodio "Deconstructing Harry"                                                                            |
| 2004      | Los Soprano               | Fran Felstein                | Episodio "In Camelot"                                                                                      |
| 2005–2006 | Commander in Chief        | Kate Allen                   | 10 episodios                                                                                               |
| 2007–2011 | Desperate Housewives      | Stella Wingfield             | 10 episodios Nominada al Emmy a la mejor actriz invitada - Serie de comedia Nominada a un Premio Satellite |

## Discografía
Lista de álbumes adaptada de Allmusic y Discogs.

### Álbumes
- 1955 Little Girl Blue
- 1957 Bergen Sings Morgan — Billboard 200 — 10
- 1957 The Party's Over — Billboard 200 — 20
- 1958 Polly and Her Pop
- 1959 My Heart Sings — Columbia #CS 8018 — orquesta dirigida por Luther Henderson
- 1959 All Alone by the Telephone
- 1959 First Impressions — con Farley Granger y Hermione Gingold
- 1960 Four Seasons of Love
- 1961 Sings the Hit Songs from Do-Re-Mi and Annie Get Your Gun
- 1963 Act One, Sing Too
- 1996 My Heart Sings — reedición

### Simples
- 1958 "Come Prima" — Billboard Hot 100 — 67